# Мухолов чорночубий
Мухолов чорночубий (Taeniotriccus andrei) — вид горобцеподібних птахів родини тиранових (Tyrannidae). Мешкає в Південній Америці. Це єдиний представник монотипового роду Чорночубий мухолов (Taeniotriccus).

## Опис
Довжина птаха становить 12 см, вага 8—9,6 г. У самців голова рудувато-коричнева, тім'я, верхня частина тіла і груди чорні. На крилах жовтувато-білі смуги. Живіт сірий. Дзьоб відносно короткий, гострий. Забарвлення самиць дещо світліше, ніж у самців, тім'я і лоб у них чорнуваті, груди сіруваті, а спина має зеленуватий відтінок.

## Таксономія і систематика

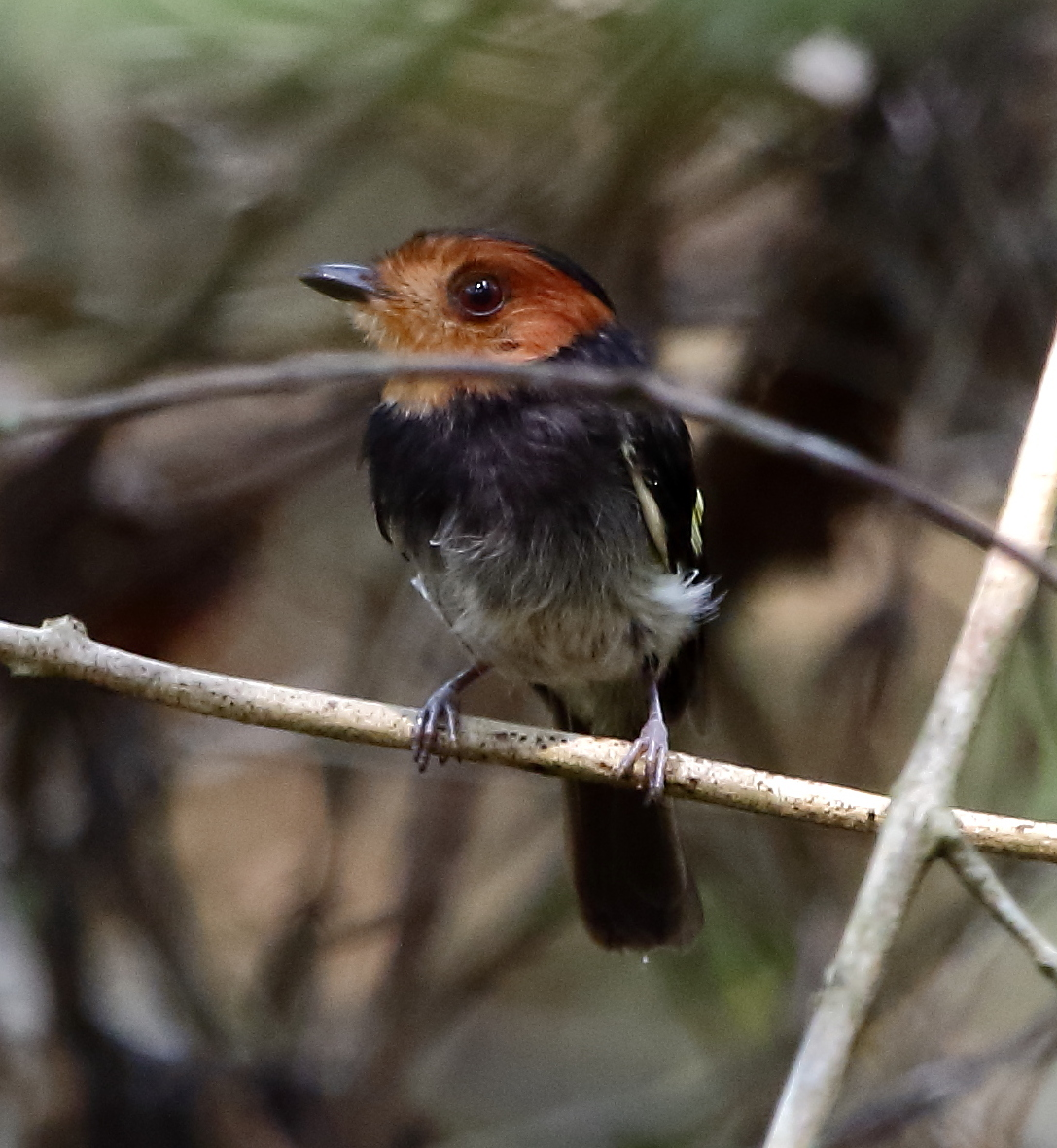
Чорночубий мухолов

Молекулярно-генетичне дослідження, проведене Телло та іншими в 2009 році, дало змогу дослідникам краще зрозуміти філогенію родини тиранових. Згідно із запропонованою ними класифікацією, рід Чорночубий мухолов (Taeniotriccus) належить до родини Пікопланові (Rhynchocyclidae), підродини Мухоловоклинодзьобних (Todirostrinae). До цієї підродини систематики відносять також роди, Великий мухоїд (Cnipodectes), Тітіріджі (Hemitriccus), Мухолов-клинодзьоб (Todirostrum), Мухолов (Poecilotriccus), Аруна (Myiornis), Жовтоокий тиранчик (Atalotriccus), Тиранчик-чубань (Lophotriccus) і Криводзьоб (Oncostoma). Однак більшість систематиків не визнає цієї класифікації.

## Підвиди
Виділяють два підвиди:
- T. a. andrei Berlepsch & Hartert, E, 1902 — Північно-Східна і Східна Венесуела (Монагас, Дельта-Амакуро, Болівар у нижній і середній течії річок Каура і Парагуа[es]) та крайня північ Бразилії (північний схід Амазонасу, північ Рорайми);
- T. a. klagesi Todd, 1925 — схід Центральної Бразилії (на південь від Амазонки, на півдні штату Пара, на півночі Мараньяну та на півночі Мату-Гросу).

## Поширення і екологія
Чорночубі мухолови мешкають в Бразилії і Венесуелі, спостерігалися в Суринамі. Вони живуть у густому підліску вологих рівнинних тропічних лісів, у мангрових і заболочених лісах. Зустрічаються на висоті до 350 м над рівнем моря.